# Crocallis crassilineata
Crocallis crassilineata är en fjärilsart som beskrevs av Edward Alfred Cockayne 1948. Crocallis crassilineata ingår i släktet Crocallis och familjen mätare. Inga underarter finns listade i Catalogue of Life.